# Suaad Allami
Suaad Allami (en arabe : سعاد_اللامي), est une militante irakienne pour les droits des femmes. Elle obtient, en 2009, le prix international de la femme de courage.
Durant sa jeunesse, sa mère l'encourage à avoir une éducation, même si elle était elle-même analphabète. 
Allami devient avocate des droits des femmes. Elle fonde l'organisation non gouvernementale Women for Progress en 2007 et dirige à partir de 2011, le centre du même nom, à Sadr City,. 
Cette organisation offre de nombreux services, notamment le plaidoyer législatif, la formation professionnelle, le conseil dans le domaine des violences domestiques, des examens médicaux, l'alphabétisation, la garde d'enfants.
Suaad Allami reçoit en 2009, du département d'État des États-Unis, le prix international Femme de courage.
Le 28 octobre 2014, elle est invitée par l'ONU Femmes au conseil de sécurité de l'ONU, afin de présenter la situation des femmes réfugiées d'Irak.

## Source
- (en) Cet article est partiellement ou en totalité issu de l’article de Wikipédia en anglais intitulé « Suaad Allami » (voir la liste des auteurs).